# Ceruana pratensis
 Ceruana pratensis  Forssk., 1775 è una specie di piante angiosperme dicotiledoni della famiglia delle Asteraceae, sottofamiglia Asteroideae,  tribù Astereae (Bellis lineage) e sottotribù Grangeinae.  Ceruana pratensis è anche l'unica specie del genere  Ceruana  Forssk., 1775.

## Etimologia
Il nome scientifico della specie è stato definito dal botanico Pehr Forsskål (1732-1763) nella pubblicazione " Flora Aegyptiaco-Arabica. Sive Descriptiones Plantarum, Quas per Aegyptum Inferiorem et Arabium Felicem Detexit, Illustravit Petrus Forskal. Prof. Haun. Post Mortem Auctoris editit Carsten Niebuhr. Accedit Tabula Arabiae Felicis Geographico-Botanica. Hauniae" ( Fl. Aegypt.-Arab. p. lxxiv.) del 1775. Il nome scientifico del genere è stato definito nella stessa pubblicazione.

## Descrizione
Portamento. La specie di questa voce ha un habitus di tipo erbaceo annuale o brevemente perenne con superfici sparsamente irsute e provviste di punti ghiandolari.
Fusto. La parte aerea è grossolana e eretta, semplice o ramosa. 
Foglie. Le foglie sono disposte in modo alternato e picciolate (con margini brevemente decorrenti). La lamina è snella, obovata con margini da interi a seghettato-pennatifidi.
Infiorescenza. Le sinflorescenze sono composte da alcuni capolini raccolti in sciolte formazioni racemose. Le infiorescenze vere e proprie sono composte da un capolino terminale brevemente peduncolato e sovrastato dai rami e foglie. I capolini sono formati da un involucro, con forme emisferiche, composto da diverse brattee, al cui interno un ricettacolo fa da base ai fiori di due tipi: fiori del raggio e fiori del disco. Le brattee, non carenate, strettamente oblunghe, con apici acuti, margini strettamente scariosi e a consistenza erbacea, sono disposte in modo più o meno embricato su 2 serie. Il ricettacolo, fimbriato e caduco, è provvisto di pagliette lanceolate a protezione della base dei fiori; la forma è piana.
Fiori.  I fiori sono tetra-ciclici (formati cioè da 4 verticilli: calice – corolla – androceo – gineceo) e pentameri (calice e corolla formati da 5 elementi). Si distinguono in:
- fiori del raggio (esterni): sono femminili e sono disposti su una serie; sono zigomorfi, filiformi con ghiandole minutamente stipitate e 4 lobi apicali;
- fiori del disco (centrali): sono più numerosi con forme brevemente tubulose (attinomorfe); sono ermafroditi o funzionalmente maschili.

- Formula fiorale:

*/x K {\displaystyle \infty }, [C (5), A (5)], G 2 (infero), achenio
- Calice: i sepali del calice sono ridotti ad una coroncina di squame.

- Corolla: 
  - fiori del raggio: la forma della corolla alla base è più o meno tubulosa-imbutiforme, mentre all'apice le ligule sono assenti o appena sporgenti l'involucro; il colore è giallo;
  - fiori del disco: la forma è tubulare terminante bruscamente in modo campanulato con 5 lobi ampiamente triangolari; il colore è giallo.

- Androceo: l'androceo è formato da 5 stami sorretti da filamenti generalmente liberi; gli stami sono connati e formano un manicotto circondante lo stilo; le teche (produttrici del polline) alla base sono troncate e sono lievemente auricolate (molto raramente sono speronate o hanno una coda); le appendici apicali delle antere hanno delle forme piatte e lanceolate; il tessuto endoteciale (rivestimento interno dell'antera) è quasi sempre polarizzato (con due superfici distinte: una verso l'esterno e una verso l'interno). Il polline è sferico con un diametro medio di circa 25 micron;  è tricolporato (con tre aperture sia di tipo a fessura che tipo isodiametrica o poro) ed è echinato (con punte sporgenti).[9][11]

- Gineceo: l'ovario è infero uniloculare formato da 2 carpelli.[5] Lo stilo (il recettore del polline) è profondamente bifido (con due stigmi divergenti) e con le linee stigmatiche marginali separate.[12] I due bracci dello stilo hanno una forma deltoide e possono essere papillosi o ricoperti da ciuffi di peli.

Frutti. I frutti sono degli acheni con pappo; in alcune specie è presente un certo dimorfismo (gli acheni dei fiori del raggio differiscono dagli acheni dei fiori del disco);
- achenio: gli acheni, con forme da oblanceolate a oblunghe-obovoidi compresse e con due nervature laterali e setolosi, possono essere sia ghiandolosi che privi di ghiandole; la parete dell'achenio è formata da celle contenenti rafidi ma prive di fitomelanina; il carpoforo normalmente è anulare; le setole talvolta hanno delle punte a forma di ancora;
- pappo: il pappo è corto, basalmente connato e formato da scaglie setolose.

## Biologia
Impollinazione: tramite insetti (impollinazione entomogama tramite farfalle diurne e notturne).

Riproduzione: la fecondazione avviene fondamentalmente tramite l'impollinazione dei fiori.

Dispersione: i semi cadono a terra e vengono dispersi soprattutto da insetti come formiche (disseminazione mirmecoria). Un altro tipo di dispersione è zoocoria: gli uncini delle brattee dell'involucro (se presenti) si agganciano ai peli degli animali di passaggio che portano così i semi anche su lunghe distanze. Inoltre per merito del pappo il vento può trasportare i semi anche per alcuni chilometri (disseminazione anemocora).

## Distribuzione e habitat
La specie di questa voce è distribuita in Africa centrale.

## Sistematica
La famiglia di appartenenza di questa voce (Asteraceae o Compositae, nomen conservandum) probabilmente originaria del Sud America, è la più numerosa del mondo vegetale, comprende oltre 23.000 specie distribuite su 1.535 generi, oppure 22.750 specie e 1.530 generi secondo altre fonti (una delle checklist più aggiornata elenca fino a 1.679 generi). La famiglia attualmente (2021) è divisa in 16 sottofamiglie; la sottofamiglia Asteroideae è una di queste e rappresenta l'evoluzione più recente di tutta la famiglia.

### Filogenesi
La tribù Astereae (una delle 21 tribù della sottofamiglia Asteroideae) comprende circa 40 sottotribù. In base alle ultime ricerche nella tribù sono stati individuati (provvisoriamente) 5 principali lignaggi:
- Basal grade: include alcuni generi isolati, il gruppo "South American-Oceania",  alcune sottotribù africane e il gruppo dei generi legnosi del Madagascar.
- Bellis lineage: comprende le sottotribù eurasiatiche e una sottotribù africana.
- Aster lineage: include i generi asiatici di Asterinae e i principali gruppi dell'Australia e dell'Oceania.
- Baccharis lineage: include alcuni gruppi sudamericani.
- North American lineage: include la vasta gamma di sottotribù del Nordamerica, Messico e alcuni gruppi distribuiti nel Sudamerica.

Il genere  Ceruana (insieme alla sottotribù Grangeinae) è incluso nel lignaggio "Bellis lineage" relativo agli areali dell'Africa, Madagascar e Asia sud-est. La sottotribù Grangeinae è divisa in tre gruppi: un gruppo eterogeneo, uno denominato "Psiadia group" e alcuni taxa Incertae sedis. Il genere di questa voce è incluso nel primo gruppo.
I caratteri distintivi della specie  Ceruana pratensis sono:
- il ricettacolo, piano, è provvisto di pagliette.
- i fiori esterni sono tubolari senza lembo.

### Sinonimi
Sono elencati alcuni sinonimi per questa entità:
- Buphthalmum pratense (Forssk.) Vahl
- Ceruana fruticosa  Less.
- Ceruana rotundifolia  Cass.
- Ceruana senegalensis  DC.